# Малая Пысса
 Малая Пысса  — деревня в Удорском районе Республики Коми в составе сельского поселения Большая Пысса.

## География
Расположена на правом берегу реки Мезень на расстоянии примерно 79 км на север от районного центра села Кослан.

## История
Известна с 1707 года.

## Население
Постоянное население составляло 126 человек (коми 94 %) в 2002 году, 64 в 2010.